# Bolbitis × ponmudiensis
Bolbitis × ponmudiensis là một loài dương xỉ trong họ Dryopteridaceae. Loài này được Manickam & Irudayaraj mô tả khoa học đầu tiên năm 1992.
Danh pháp khoa học của loài này chưa được làm sáng tỏ. 